# 東洋学術出版社
有限会社東洋学術出版社（とうようがくじゅつしゅっぱんしゃ）は、千葉県市川市にある日本の中医学専門出版社。

## 概要
1980年、日本における唯一の中医学専門雑誌『中医臨床』を創刊。以来、中医学の教育機関が少ない日本の現状において、国内の中医学学習者を支える雑誌となっている。
『中医臨床』とあわせて、中医学の専門書籍・学習参考書なども発行しており、古典から教科書・学習書・辞典・図解書まで、この分野の重要な書籍の発行を続け、日本に中医学を普及・推進する活動を行っている。

## 沿革
- 1980年（昭和55年）千葉県市川市において創業。6月『中医臨床』創刊。
- 1983年（昭和58年）有限会社東洋学術出版社設立。

## 主な発行書籍
- 『傷寒雑病論（『傷寒論』『金匱要略』）』（1981年）
- 『中国傷寒論解説』（1983年）
- 『針灸経穴辞典』（1986年）
- 『難経解説』（1987年）
- 『中医診断学ノート』（1988年）
- 『金匱要略解説』（1988年）
- 『針灸学［基礎篇］』（1991年）
- 『黄帝内経素問』上巻（1991年）・中巻（1993年）・下巻（1993年）
- 『やさしい中医学入門』（1993年）
- 『針灸学［臨床篇］』（1993年）
- 『臨床経穴学』（1995年）
- 『中医学の基礎』（1995年）
- 『いかに弁証論治するか』（1996年）
- 『針灸学［経穴篇］』（1997年）
- 『黄帝内経霊枢』上巻（1999年）・下巻（2000年）
- 『中医鍼灸 臨床発揮』（2002年）
- 『中医基本用語事典』（2006年）
- 『［標準］中医内科学』（2009年）
- 『中医鍼灸 鍼灸処方学』（2021年）